# Fuerzas Armadas de España
Le Fuerzas Armadas de España (FFAA o FAE) sono le forze armate della Spagna e sono al comando del re, Filippo VI, nella qualità di capitano generale.
Le forze armate spagnole fanno parte della Forza operativa europea di reazione rapida (EUFOR) e dell'Eurocorps. Allo stesso modo, le forze armate spagnole sono integrate nella struttura militare dell'Organizzazione del Trattato del Nord Atlantico (NATO), un'alleanza a cui la Spagna ha aderito nel 1982. Inoltre la Spagna ha il più antico corpo di fanteria di marina del mondo e le due unità militari permanenti più antiche del mondo: il reggimento di fanteria im memoria del re nº 1 e il reggimento di fanteria "Soria" nº 9.
Nel 2017, le forze armate spagnole avevano circa 131.911 militari e 20.244 civili.

## Organizzazione
Le forze armate dipendono dal ministerio de Defensa.
Esse si dividono in:
- Ejército de Tierra (esercito)
- Armada (marina)
- Ejército del Aire (aviazione)
- Cuerpos Comunes (Corpi Comuni)
  - Cuerpo Militar de Sanidad (sanità militare)
  - Cuerpo Jurídico Militar (magistratura militare)
  - Cuerpo Militar de Intervención (Amministrazione e finanza)
  - Cuerpo de Músicas Militares (bande militari)

### Ejército de Tierra
Compito dell'Esercito è quello di garantire la sovranità e l'indipendenza della Spagna, difendere la sua integrità territoriale e l'ordine costituzionale. Il suo inizio risale al XV secolo ed è considerato uno degli eserciti più importanti in Europa e nel mondo, contribuendo a diverse missioni, guadagnandosi il riconoscimento internazionale. Ha circa 80.000 effettivi.

### Armada
La Marina Militare ha il dovere di garantire la sovranità e l'indipendenza della Spagna, l'ordinamento costituzionale, difendere la sua integrità territoriale con particolare cura in ambito marittimo. L'Armada Española è una delle più antiche forze navali attive al mondo; la sua costituzione risale al XV secolo. Oggi la Marina Spagnola è una delle più importanti d'Europa, essendo una delle sole otto forze navali del globo con una capacità di proiezione lontano dalle proprie coste. La Marina Spagnola ha circa 22.000 effettivi.

### Aviazione
L'Aeronautica Militare spagnola ha il compito di garantire la sovranità e l'indipendenza della Spagna, l'ordine costituzionale, difendere la sua integrità territoriale in particolare del suo spazio aereo e mantenere la sicurezza internazionale, nelle operazioni di pace e negli aiuti umanitari. L'Aeronautica Militare spagnola conta 22.000 effettivi.

### Corpi integrati
La Guardia Real pur essendo formata da membri provenienti da tutte e tre le forze armate è indipendente.
La Unidad Militar de Emergencias, istituita nel 2005, dal 2006 è considerata parte delle forze armate.

### Polizia militare
La Guardia Civil, corpo di gendarmeria, viene posta sotto il comando del Ministero della Difesa solo in caso di guerra. Durante le missioni militari all'estero ha il ruolo di polizia militare.

## Gradi

### Generali e ufficiali
Ejército de Tierra
| Codice NATO | OF-10            | OF-9                 | OF-8             | OF-7                | OF-6               | OF-5    | OF-4             | OF-3       | OF-2    | OF-1     | OF-1    |
| --- | ---------------- | -------------------- | ---------------- | ------------------- | ------------------ | ------- | ---------------- | ---------- | ------- | -------- | ------- |
| Spagna | Capitán General  | General              | Teniente General | General de División | General de Brigada | Coronel | Teniente Coronel | Comandante | Capitán | Teniente | Alférez |
| Spagna | Capitán General1 | General de Ejército2 | Teniente General | General de División | General de Brigada | Coronel | Teniente Coronel | Comandante | Capitán | Teniente | Alférez |
| 1 Riservato solamente al Re di Spagna nelle sue prerogative costituzionali. 2 Riservato al Capo di stato maggiore dell'esercito (JEME) e al capo di stato maggiore della difesa (JEMAD) in caso di provenienza dall'esercito. |                  |                      |                  |                     |                    |         |                  |            |         |          |         |

Armada Española
| Codice NATO | OF-10              | OF-9      | OF-8          | OF-7            | OF-6             | OF-5               | OF-4               | OF-3              | OF-2             | OF-1               | OF-1 |
| --- | ------------------ | --------- | ------------- | --------------- | ---------------- | ------------------ | ------------------ | ----------------- | ---------------- | ------------------ | ---- |
| Spagna |                    |           |               |                 |                  |                    |                    |                   |                  |                    |      |
| Capitán general1 | Almirante general2 | Almirante | Vicealmirante | Contraalmirante | Capitán de navío | Capitán de fragata | Capitán de corbeta | Teniente de navío | Alférez de navío | Alférez de Fragata |      |
| 1 Riservato solamente al Re di Spagna nelle sue prerogative costituzionali. 2 Riservato al Capo di stato maggiore dell'Armada (JEMA) e al capo di stato maggiore della difesa (JEMAD) in caso di provenienza dall'Armada. |                    |           |               |                 |                  |                    |                    |                   |                  |                    |      |

Ejército del Aire
| España |                   |                  |                     |                    |         |                  |            |         |          |         |
| Capitán general1 | General del aire2 | Teniente general | General de División | General de Brigada | Coronel | Teniente Coronel | Comandante | Capitán | Teniente | Alférez |
| 1 Riservato solamente al Re di Spagna nelle sue prerogative costituzionali. 2 Riservato al Capo di stato maggiore dell'Ejército del Aire (JEME) e al capo di stato maggiore della difesa (JEMAD) in caso di provenienza dall'Ejército del Aire. |                   |                  |                     |                    |         |                  |            |         |          |         |

Infantería de Marina
| Codice NATO | OF-8             | OF-7                | OF-6               | OF-5    | OF-4             | OF-3       | OF-2    | OF-1     | OF-1    |
| ----------- | ---------------- | ------------------- | ------------------ | ------- | ---------------- | ---------- | ------- | -------- | ------- |
| Spagna      | Teniente General | General de División | General de Brigada | Coronel | Teniente Coronel | Comandante | Capitán | Teniente | Alférez |
| Spagna      | Teniente General | General de División | General de Brigada | Coronel | Teniente Coronel | Comandante | Capitán | Teniente | Alférez |

### Sottufficiali e truppa
Ejército de Tierra
| Codice NATO      | OR-9        | OR-9    | OR-8             | OR-7     | OR-6       | OR-5         | OR-4 | OR-3               | OR-2    | OR-1 |
| ---------------- | ----------- | ------- | ---------------- | -------- | ---------- | ------------ | ---- | ------------------ | ------- | ---- |
| Spagna           |             |         |                  |          |            |              |      |                    |         |      |
| Suboficial Mayor | Subteniente | Brigada | Sargento Primero | Sargento | Cabo Mayor | Cabo Primero | Cabo | Soldado de Primera | Soldado |      |

Armada Española
| Codice NATO      | OR-9        | OR-9    | OR-8             | OR-7     | OR-6       | OR-5         | OR-4 | OR-3                | OR-2     | OR-1 |
| ---------------- | ----------- | ------- | ---------------- | -------- | ---------- | ------------ | ---- | ------------------- | -------- | ---- |
| Spagna           |             |         |                  |          |            |              |      |                     |          |      |
| Suboficial mayor | Subteniente | Brigada | Sargento primero | Sargento | Cabo mayor | Cabo primero | Cabo | Marinero de primera | Marinero |      |

Ejército del Aire
| Codice NATO      | OR-9             | OR-9             | OR-9        | OR-9        | OR-9        | OR-9    | OR-8    | OR-8             | OR-7             | OR-7             | OR-7     | OR-6     | OR-6     | OR-6     | OR-6     | OR-6     | OR-6       | OR-5       | OR-5       | OR-5       | OR-5       | OR-5       | OR-5         | OR-4         | OR-4 | OR-3 | OR-3               | OR-2               | OR-2               | OR-2               | OR-2               | OR-2               | OR-2    | OR-1 | OR-1 |
| ---------------- | ---------------- | ---------------- | ----------- | ----------- | ----------- | ------- | ------- | ---------------- | ---------------- | ---------------- | -------- | -------- | -------- | -------- | -------- | -------- | ---------- | ---------- | ---------- | ---------- | ---------- | ---------- | ------------ | ------------ | ---- | ---- | ------------------ | ------------------ | ------------------ | ------------------ | ------------------ | ------------------ | ------- | ---- | ---- |
| España           |                  |                  |             |             |             |         |         |                  |                  |                  |          |          |          |          |          |          |            |            |            |            |            |            |              |              |      |      |                    |                    |                    |                    |                    |                    |         |      |      |
| Suboficial Mayor | Suboficial Mayor | Suboficial Mayor | Subteniente | Subteniente | Subteniente | Brigada | Brigada | Sargento Primero | Sargento Primero | Sargento Primero | Sargento | Sargento | Sargento | Sargento | Sargento | Sargento | Cabo Mayor | Cabo Mayor | Cabo Mayor | Cabo Mayor | Cabo Mayor | Cabo Mayor | Cabo Primero | Cabo Primero | Cabo | Cabo | Soldado de Primera | Soldado de Primera | Soldado de Primera | Soldado de Primera | Soldado de Primera | Soldado de Primera | Soldado |      |      |

Infantería de Marina
| Codice NATO      | OR-9             | OR-9             | OR-9        | OR-9        | OR-9        | OR-9    | OR-8    | OR-8             | OR-7             | OR-7     | OR-6     | OR-6     | OR-6     | OR-6     | OR-6     | OR-6       | OR-5       | OR-5       | OR-5       | OR-5       | OR-5       | OR-5         | OR-4         | OR-4 | OR-3 | OR-3               | OR-2               | OR-2               | OR-2               | OR-2               | OR-2               | OR-2    | OR-1    | OR-1 |
| ---------------- | ---------------- | ---------------- | ----------- | ----------- | ----------- | ------- | ------- | ---------------- | ---------------- | -------- | -------- | -------- | -------- | -------- | -------- | ---------- | ---------- | ---------- | ---------- | ---------- | ---------- | ------------ | ------------ | ---- | ---- | ------------------ | ------------------ | ------------------ | ------------------ | ------------------ | ------------------ | ------- | ------- | ---- |
| España           |                  |                  |             |             |             |         |         |                  |                  |          |          |          |          |          |          |            |            |            |            |            |            |              |              |      |      |                    |                    |                    |                    |                    |                    |         |         |      |
| Suboficial Mayor | Suboficial Mayor | Suboficial Mayor | Subteniente | Subteniente | Subteniente | Brigada | Brigada | Sargento Primero | Sargento Primero | Sargento | Sargento | Sargento | Sargento | Sargento | Sargento | Cabo Mayor | Cabo Mayor | Cabo Mayor | Cabo Mayor | Cabo Mayor | Cabo Mayor | Cabo Primero | Cabo Primero | Cabo | Cabo | Soldado de Primera | Soldado de Primera | Soldado de Primera | Soldado de Primera | Soldado de Primera | Soldado de Primera | Soldado | Soldado |      |